# Mistaken Identity (film 1912)
Mistaken Identity è un cortometraggio muto del 1912 diretto da Richard Garrick.

## Produzione
Il film fu prodotto dalla Selig Polyscope Company.

## Distribuzione
Distribuito dalla General Film Company, il film - un cortometraggio di 150 metri - uscì nelle sale cinematografiche statunitensi il 7 giugno 1912. Nelle proiezioni, veniva programmato con il sistema dello split reel, accorpato in un'unica bobina con un altro cortometraggio prodotto dalla Selig, School Days, una comica appartenente alla Serie Katzenjammer, tratta dal fumetto di Rudolph Dirks.